# Jana Zinkevyč
Jana Vadymivna Zinkevyč (in ucraino Яна Вадимівна Зінкевич?; Rivne, 2 luglio 1995) è una politica, veterana militare e paramedica ucraina,  dal 2019 parlamentare paraplegica. È stata capo dell'amministrazione medica e della riabilitazione dei soldati dell'esercito volontario ucraino (ex corpo dei volontari ucraini del settore destro) durante la guerra nell'Ucraina orientale.
Nel 2022 è stata scelta come una delle 100 donne della BBC  Nel 2023 è stata inclusa nella classifica annuale Time 100 Next, che individua le persone più influenti che stanno cambiando il futuro del mondo.

## Biografia
Zinkevyč è nata nel 1995 a Rivne. Ha studiato al complesso educativo “Kolehium” di Rivne e nel 2017, mentre si stava preparando per frequentare l'università di medicina, è entrata all'Accademia medica statale del Dnepr.

### Paramedica nel Donbass
Durante la guerra del Donbass, Zinkevyč era il comandante del battaglione medico "Ospitalieri" che salvato circa 2.700 soldati e civili ucraini feriti dalla prima linea.

### Incidente stradale

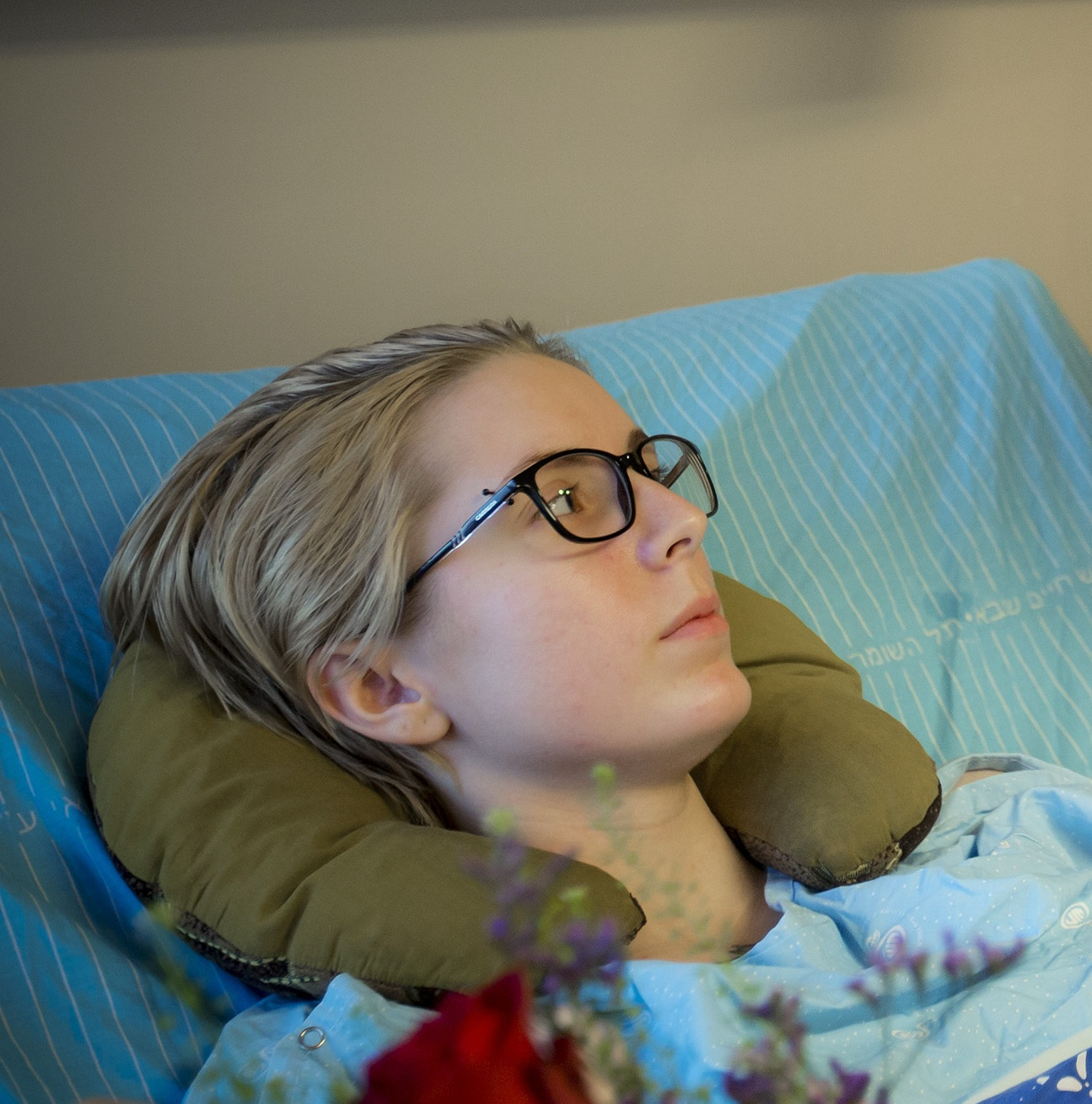
Zinkevyč dopo l'incidente nel dicembre 2015

È rimasta gravemente ferita in un incidente stradale alle 4:00 nel dicembre 2015 sull'autostrada Dnipro-Donec'k; l'auto medica del battaglione "Ospitalieri", con Jana Zinkevyč sul sedile del passeggero e Maksim Korabl'ov ("Strilok") al volante, a causa delle condizioni insoddisfacenti dei pneumatici, uscì fuori strada, ribaltandosi sette volte. Nell'incidente, mentre Maksim Korabl'ov non ha subito ferite gravi, Zinkevyč ha riportato una frattura completa della colonna vertebrale, paraplegia, fratture di metà delle costole e della clavicola, danni agli organi interni, emopneumotorace, contusione del cuore e dei polmoni. Ha dovuto trascorrere diversi mesi in ospedale, ma è riuscita a sopravvivere. Da allora ha una disabilità permanente e deve utilizzare una sedia a rotelle.

### In Parlamento
Zinkevyč è stata scelta come rappresentante del partito Solidarietà Europea (nella nona convocazione della Verchovna Rada) alle elezioni parlamentari ucraine del 2019. È stata inserita al 7º posto nella lista elettorale del partito.

## Vita privata
All'inizio di maggio 2016, Jana ha annunciato la sua gravidanza; era al quarto mese. Il 27 maggio 2016, Jana ha sposato il 27enne Maksim Korabl'ov. La cerimonia nuziale si è svolta nel Parco Voroncovs'kyj di Dnipro. Jana ha deciso di mantenere il suo cognome. Gli sposi sono arrivati al matrimonio in ambulanza e accompagnati dai compagni d'armi di Jana.
Il 31 ottobre Jana ha dato alla luce una figlia, Bohdana. Nel novembre 2016, pochi giorni dopo la nascita della bambina (meno di sei mesi dopo il matrimonio), il marito di Jana, Maksim Korabl'ov, ha lasciato la famiglia. Nel gennaio 2017, dopo sette rifiuti, Jana ha finalmente ottenuto il divorzio ufficiale.

## Premi e riconoscimenti
- 2015 - Ordine "Eroe popolare dell'Ucraina". La prima cerimonia di assegnazione di un premio non statale ebbe luogo a Kiev, nella casa del metropolita della Riserva Naturale Sofia di Kiev.[13]
- 2015 - Ordine al merito ucraino "per il significativo contributo personale alla costruzione dello stato, allo sviluppo socio-economico, scientifico, tecnico, culturale ed educativo dello stato ucraino, significativi risultati lavorativi, molti anni di lavoro coscienzioso".[14]
- 2016 - Ordine “Per la salvezza della vita” “per atti eroici, azioni grazie alle quali sono state salvate vite umane”. La prima cerimonia di premiazione pubblica si tenne presso l'Università di Medicina di Ternopil'. A causa della sua permanenza in riabilitazione, Jana fu premiata in contumacia.
- 2022 - Inserita nell'elenco delle 100 donne della BBC.[4]